# Copa Mundial de Béisbol Sub-15
La Copa Mundial de Béisbol Sub-15 es el campeonato mundial de béisbol para menores de 15 años que cuenta con equipos nacionales autorizados por la Confederación Mundial de Béisbol y Sóftbol (WBSC). Se disputa cada dos años desde el 2012, debido a que es un evento de campeonato mundial, los resultados de la Copa Mundial de Béisbol Sub-15 afectan la Clasificación mundial de la WBSC.
Al igual que la Copa Mundial de Béisbol Sub-12, es el único campeonato mundial en todo el deporte que cuenta con equipos nacionales en su categoría, con los mejores jóvenes jugadores de béisbol del mundo seleccionados para representar a sus países, a diferencia de otras competiciones internacionales juveniles.

## Inicios
El Campeonato Mundial Juvenil (también llamado el Campeonato Mundial de Béisbol Sub-16 de la IBAF y anteriormente la Copa Mundial de Béisbol de AA) fue administrado por la IBAF y se jugó 15 veces hasta 2011. El torneo estaba compuesto por jugadores de 16 años o menos y se jugó anualmente en su primeros años, luego pasó a ser un torneo bianual. A partir del año 2012 el torneo fue reemplazado por la Copa Mundial de Béisbol Sub-15

## Jugadores Destacados
A lo largo de la historia del torneo han destacado jugadores que a futuro se convirtieron en figuras de las grandes ligas de béisbol (MLB), la (NPB) de Japón o la (LVBP) de Venezuela, entre ellos destacan: por Estados Unidos: Freddie Freeman, Austin Meadows, Francisco Lindor, Danny Espinosa, Ike Davis,  Jeremy Hellickson, Lastings Milledge, Casey Kotchman, Anthony Volpe;
Por Venezuela: Luis Arráez, Rougned Odor, Franklin Barreto, Alexander Palma, Oswaldo Cabrera, Gabriel Arias, Lenyn Sosa, José Herrera;
Por Japón: Shintaro Fujinami;
Por Cuba: Yordan Álvarez, Luis Robert Jr., Yoan Moncada, Rogelio Armenteros, Andy Ibáñez, Guillermo Aviles;
Por México: Luis Urías, Isaac Paredes;
Por Taiwán: Yu Chang, entre otros.

## Resultados
| 1989 | Japón              | Japón          | China Taipéi         | China          |
| 1990 | México             | Japón          | Brasil               | Cuba           |
| 1991 | Australia          | China Taipéi   | Japón                | Brasil         |
| 1993 | Brasil             | Brasil         | China Taipéi         | Corea del Sur  |
| 1994 | México             | Cuba           | República Dominicana | Brasil         |
| 1995 | Brasil             | Cuba           | Brasil               | Estados Unidos |
| 1996 | Japón              | Corea del Sur  | Cuba                 | China Taipéi   |
| 1997 | República de China | Cuba           | China Taipéi         | Australia      |
| 1998 | Estados Unidos     | Estados Unidos | China Taipéi         | Venezuela      |
| 2001 | México             | Estados Unidos | Venezuela            | Australia      |
| 2003 | República de China | Estados Unidos | China Taipéi         | Cuba           |
| 2005 | México             | Cuba           | Estados Unidos       | Australia      |
| 2007 | Venezuela          | Estados Unidos | Brasil               |                |
| 2009 | República de China | Estados Unidos | Cuba                 | México         |
| 2011 | México             | Estados Unidos | Cuba                 | Japón          |

NOTA: Aunque se terminó jugando, la edición de 2007 no es reconocida por la WBSC por irregularidades en el visado de la delegación de Taiwán (país no reconocido por el gobierno Venezolano).
Por el hecho se retiraron varias delegaciones entre ellas los Países Bajos y Australia.
La Federación Venezolana de Béisbol continuó con la realización del torneo.
| 2012 | México   | Venezuela      | Cuba           | China Taipéi   |
| 2014 | México   | Cuba           | Estados Unidos | Venezuela      |
| 2016 | Japón    | Cuba           | Japón          | Estados Unidos |
| 2018 | Panamá   | Estados Unidos | Panamá         | China Taipéi   |
| 2022 | México   | Estados Unidos | Cuba           | China Taipéi   |
| 2024 | Colombia | Japón          | Puerto Rico    | China Taipéi   |
| 2026 | Italia   |                |                |                |

## Medallero histórico
| Posición | País                 | Oro | Plata | Bronce | Total |
| -------- | -------------------- | --- | ----- | ------ | ----- |
| 1        | Estados Unidos       | 7   | 2     | 2      | 11    |
| 2        | Cuba                 | 6   | 6     | 2      | 14    |
| 3        | Japón                | 3   | 2     | 1      | 6     |
| 4        | China Taipéi         | 1   | 5     | 5      | 11    |
| 5        | Brasil               | 1   | 2     | 2      | 5     |
| 6        | Venezuela            | 1   | 1     | 2      | 4     |
| 7        | Corea del Sur        | 1   | 0     | 1      | 2     |
| 8        | Puerto Rico          | 0   | 1     | 0      | 1     |
| 8        | Panamá               | 0   | 1     | 0      | 1     |
| 8        | República Dominicana | 0   | 1     | 0      | 1     |
| 11       | Australia            | 0   | 0     | 3      | 3     |
| 12       | México               | 0   | 0     | 1      | 1     |
| 12       | China                | 0   | 0     | 1      | 1     |

### Sub-16
| Posición | País                 | Oro | Plata | Bronce | Total |
| -------- | -------------------- | --- | ----- | ------ | ----- |
| 1        | Estados Unidos       | 5   | 1     | 1      | 7     |
| 2        | Cuba                 | 4   | 3     | 2      | 9     |
| 3        | Japón                | 2   | 1     | 1      | 4     |
| 4        | China Taipéi         | 1   | 5     | 1      | 7     |
| 5        | Brasil               | 1   | 2     | 2      | 5     |
| 6        | Corea del Sur        | 1   | 0     | 1      | 2     |
| 7        | Venezuela            | 0   | 1     | 1      | 2     |
| 8        | República Dominicana | 0   | 1     | 0      | 1     |
| 9        | Australia            | 0   | 0     | 3      | 3     |
| 10       | China                | 0   | 0     | 1      | 1     |
| 11       | México               | 0   | 0     | 1      | 1     |

### Sub-15
| Posición | País           | Oro | Plata | Bronce | Total |
| -------- | -------------- | --- | ----- | ------ | ----- |
| 1        | Cuba           | 2   | 2     | 0      | 4     |
| 2        | Estados Unidos | 2   | 1     | 1      | 4     |
| 3        | Japón          | 1   | 1     | 0      | 2     |
| 4        | Venezuela      | 1   | 0     | 1      | 2     |
| 5        | Puerto Rico    | 0   | 1     | 0      | 1     |
| 5        | Panamá         | 0   | 1     | 0      | 1     |
| 7        | China Taipéi   | 0   | 0     | 4      | 4     |